# Steven Odunewu
Steven Sam Odunewu  (* 13. März 1984 in Ibadan) ist ein nigerianischer Fußballspieler.

## Karriere
Odunewu begann seine Profi-Karriere 2005 in Schottland für FC Universal, wo er ab 2007 als Kapitän spielte. Im Sommer 2008 wechselte er in die Premier Division in Schottland zu FC Queen’s Park.
Am 27. August 2009 unterschrieb er einen Vertrag bei FC Clyde und kam in 4 Monaten zu 6 Spielen. Am 30. November 2009 verließ er Clyde und wechselte zu Lanark United.
Im Sommer 2010 verließ er Schottland und unterschrieb in Botswana für FC Notwane, kehrte aber im August 2011 auf die Insel zurück. Seitdem steht er bei Giffnock North AAC AFC unter Vertrag.